# Chapter Fifty-One: Big Fun
Chapter Fifty-One: Big Fun es el decimosexto episodio de la tercera temporada y quincuagésimo primero episodio a lo largo de la serie estadounidense de drama, intriga y misterio Riverdale. El episodio fue escrito por Tessa Leigh Williams y dirigido por Maggie Kiley. Fue estrenado el 20 de marzo de 2019 en Estados Unidos por la cadena The CW. y según Nielsen Media Research, fue visto por 0.83 millones de espectadores.
Es el segundo episodio musical de la serie, después de «Chapter Thirty-One: A Night to Remember» de la segunda temporada, basado en Carrie: The Musical.

## Sinopsis
Kevin le explica a la alcaldesa Lodge y al Director Weatherbee la importancia de interpretar Heathers como el musical de la escuela. Cheryl descubre que Toni ha sido asignada como coreógrafa. Kevin hace a Evelyn codirectora debido a que La Granja apoya financieramente el musical. Para celebrar Evelyn organiza una fiesta previa al espectáculo en la que Kevin tiene una alucinación inducida por drogas que lo acerca a Evelyn y a la granja. Veronica se entera de que sus padres se están divorciando y recurre a Reggie en busca de consuelo. Josie y Archie afirman su relación para consternación de Sweet Pea. Cheryl y Toni tienen un altercado público que termina con Cheryl diciéndole a Toni que deje Riverdale High. Betty es testigo de Kevin y Fangs tomando parte en un ritual de la Granja y lleva la prueba al Director Weatherbee quien se revela como un seguidor de la Granja. Jughead se entera de que el viejo remolque está siendo usado como laboratorio de Fizzle Rock por Gladys y lucha por decidir qué hacer con Betty mientras Toni y Cheryl intentan reparan su relación. Veronica divulga el estado del matrimonio de sus padres y Reggie, al darse cuenta de esto es por lo que ella se acostó con él decide poner fin a su relación, dejando a Veronica sintiéndose aislada. En la noche de la presentación, Betty y Jughead incendian el remolque. El elenco se presenta, seguido de la aparición de Edgar Evernever, el padre de Evelyn, quien comienza a aplaudir mientras los miembros del público vestidos de blanco siguen su ejemplo, dando una ovación de pie al musical.

## Elenco
| - KJ Apa como Archie Andrews / Kurt Kelly - Lili Reinhart como Betty Cooper / Heather Duke - Camila Mendes como Veronica Lodge / Heather McNamara - Cole Sprouse como Jughead Jones - Marisol Nichols como Hermione Lodge - Madelaine Petsch como Cheryl Blossom / Heather Chandler - Ashleigh Murray como Josie McCoy / Veronica Sawyer - Mark Consuelos como Hiram Lodge - Casey Cott como Kevin Keller / Peter Dawson - Skeet Ulrich como FP Jones - Charles Melton como Reggie Mantle / Ram Sweeney - Vanessa Morgan como Ton Topaz / Betty Finn Mädchen Amick y Luke Perry se acreditan pero no aparecen en el episodio. | - Zoé De Grand Maison como Evelyn Evernever / Pauline Fleming - Drew Ray Tanner como Fangs Fogarty - Jordan Connor como Sweet Pea / Jason «J.D.» Dean - Gina Gershon como Gladys Jones - Trinity Likins como Jellybean Jones - Peter James Bryant como Waldo Weatherbee - Bernadette Beck como Peaches 'n Cream - Nathalie Boltt como Penelope Blossom - Martin Cummins como Tom Keller - Emilija Baranac como Midge Klump - Chad Michael Murray como Edgar Evernever |

## Música
El 21 de marzo de 2019, WaterTower Music lanzó una selección de música del episodio «Big Fun» realizado por los miembros del elenco. Las letras de las canciones del episodio son de la High School Edition del musical con la mayoría de groserías borradas.

| Listado de pistas |                          |                                                                                  |          |  |
| N.º               | Título                   | Intérprete(s)                                                                    | Duración |  |
| 1.                | «Beautiful»              | Elenco de Riverdale                                                              | 4:52     |  |
| 2.                | «Candy Store»            | Madelaine Petsch, Lili Reinhart, Camila Mendes, Vanessa Morgan y Bernadette Beck | 2:42     |  |
| 3.                | «Fight for Me»           | Ashleigh Murray y KJ Apa                                                         | 2:04     |  |
| 4.                | «Big Fun»                | Elenco de Riverdale                                                              | 2:59     |  |
| 5.                | «Dead Girl Walking»      | Vanessa Morgan, Bernadette Beck, Jordan Connor y Madelaine Petsch                | 3:25     |  |
| 6.                | «Our Love Is God»        | Zoé De Grand Maison, Casey Cott y Drew Ray Tanner                                | 2:58     |  |
| 7.                | «Seventeen»              | Lili Reinhart, Cole Sprouse, Vanessa Morgan y Madelaine Petsch                   | 3:13     |  |
| 8.                | «Lifeboat»               | Camila Mendes                                                                    | 1:38     |  |
| 9.                | «Seventeen» (Repetición) | Elenco de Riverdale                                                              | 2:31     |  |
| 26:22             |                          |                                                                                  |          |  |

## Recepción

### Audiencia
El episodio fue visto por 0.81 millones de espectadores, recibiendo 0.3 millones entre los espectadores entre 18-49 años.

### Crítica
En Rotten Tomatoes, el episodio tiene un índice de aprobación del 82% basado en 11 críticas, con una calificación promedio de 8/10.